# Leopard 1
Pour les articles homonymes, voir Chars Leopard.
Le Leopard 1 est un char de combat allemand. Il s'agit du premier char conçu par l'Allemagne depuis la fin de la Seconde Guerre mondiale.

## Historique

### Développement

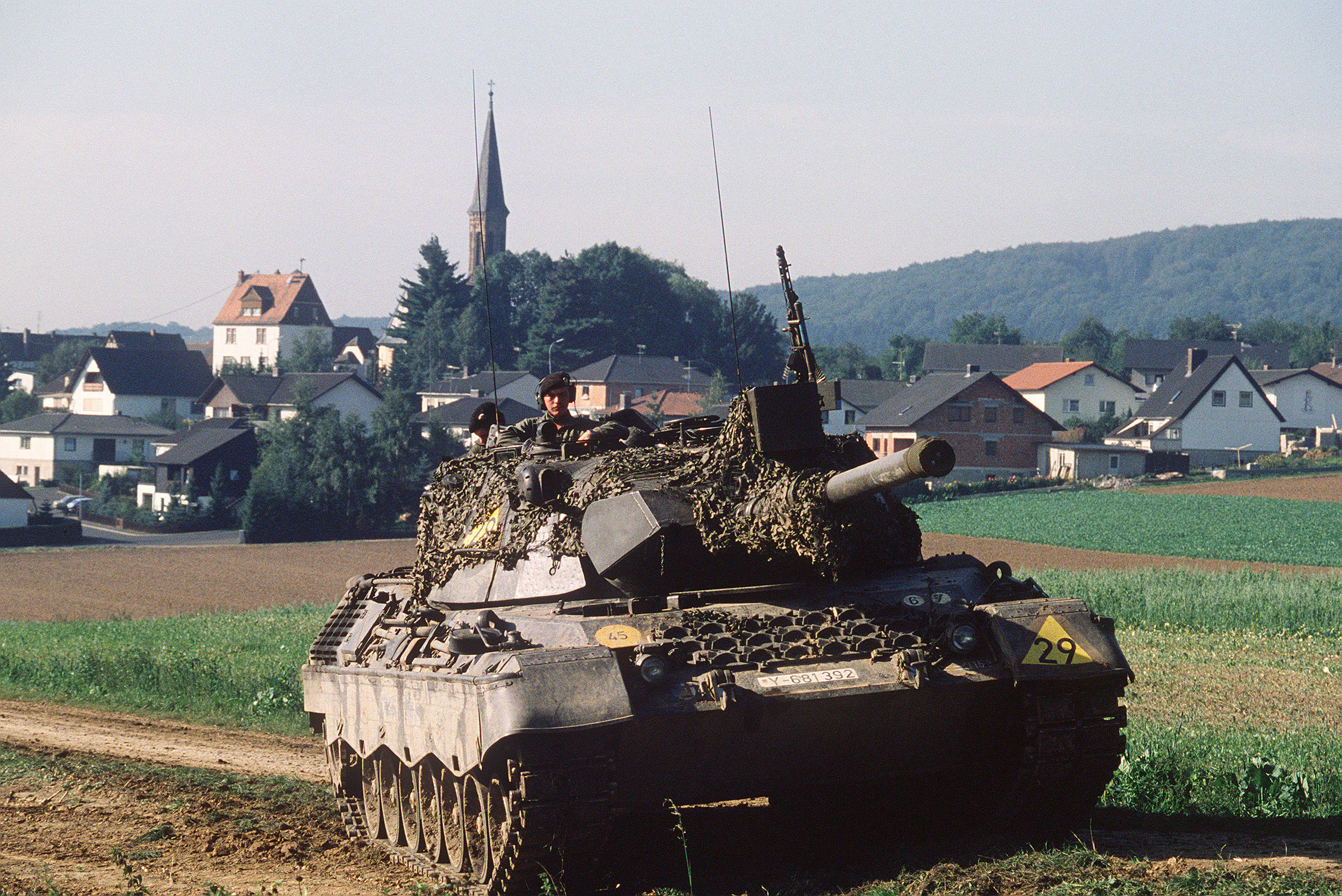
Un Leopard 1 de la Bundeswehr ouest-allemande en 1983.

En novembre 1956, la Bundeswehr engage un processus afin de se doter d’un char de combat moderne pour remplacer ses M47 et M48 obtenus des États-Unis et obsolètes face aux nouveaux chars soviétiques, qui sont non seulement supérieurs en nombre, mais également très performants. Dans cette optique, une première série de spécifications est émise en 1957. Elle est suivie en juin de cette année par un accord entre la France et l’Allemagne pour développer en commun le nouveau char, auquel se joint l’Italie en septembre 1958.
Le programme compte deux équipes allemandes et une française, qui sont mises en concurrence. En Allemagne, l’équipe A est composée des entreprises MaK, Luther & Jung et Porsche, sous la direction de cette dernière, tandis que l’équipe B est dirigée par Ruhrstahl et comporte également Rheinstahl-Hanomag et Henschel. Parallèlement, la décision est prise de développer une tourelle commune à l’ensemble des projets, dont la conception est confiée à Wegmann et Rheinmetall. Côté français, le développement est confié à l’Ateliers de construction d'Issy-les-Moulineaux.
L’équipe A est la première à réaliser des maquettes, en 1959, puis deux prototypes, livrés en janvier 1961. De son côté, l’équipe B prend du retard, Hanomag rencontrant d’importantes difficultés dans la conception de la motorisation et de la suspension. Finalement, elle parvient à produire deux prototypes en septembre 1961, mais les essais réalisés en avril 1962 en compétition avec les véhicules de l’équipe A amènent à privilégier ces derniers, ce qui met fin au projet B. L’équipe A produit alors une deuxième série de prototypes, qui sont testés à l’automne 1962 avec différentes variantes de la tourelle. En parallèle, les Français produisent la même année le premier prototype de ce qui deviendra plus tard l’AMX-30, en vue des essais comparatifs entre les deux modèles. Ceux-ci se déroulent entre août et septembre 1963 à Mailly-le-Camp, Bourges, Satory et Meppen, sous contrôle italien, et donnent un net avantage au modèle allemand. Immédiatement après, les Français annoncent ne pas être en mesure d’acheter un nouveau char, ce qui met fin au programme commun de développement. Les Français et Allemands poursuivent chacun le développement de leur côté, tandis que les Italiens se tournent vers l’acquisition de M60A1 américains.
Le 1er octobre 1963, les Allemands donnent au nouveau char le nom de « Leopard » et les cinquante exemplaires de présérie, dite « série O », sont envoyés à partir de juillet 1964 à Münster, dans le Panzerbataillon L93, pour essais par les troupes. Avant même cette date, le Bundestag avait passé commande le 22 août 1963 de 1 500 exemplaires, qui commencèrent à sortir des chaînes d’assemblage de Krauss-Maffei le 9 septembre 1965.

### Histoire opérationnelle

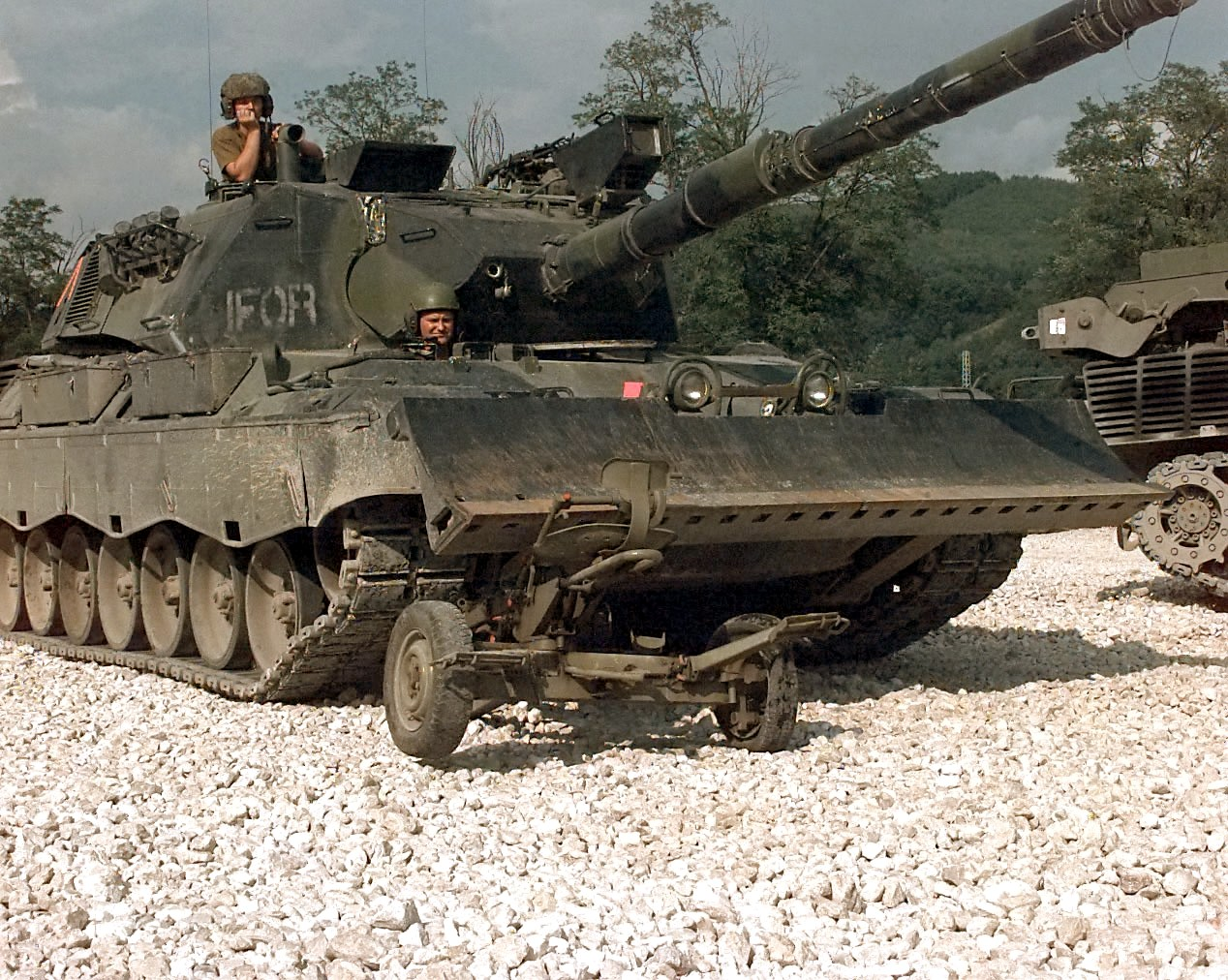
Un Leopard 1A5 DK danois de l'IFOR écrasant un canon antiaérien Zastava M55 A4 B1 de calibre 20 mm en Bosnie-Herzégovine, en août 1996.

La bataille de Saraci-Kalesija en Bosnie, qui opposait une unité des forces armées danoises de la FORPRONU aux bosno-serbes en 1994, a été le  baptême du feu du Leopard 1.
Après leur retrait du service, plusieurs dizaines sont revendues à des musées ou des acteurs privés. Le prix d’un Leopard 1A5 démilitarisé en état de marche plafonnait à 23 000 € en 2016.
Le 7 février 2023, à la suite de l'invasion de l'Ukraine par la Russie en 2022, les ministres de la Défense de l'Allemagne, des Pays-Bas et du Danemark annoncent que l'Ukraine va recevoir « au moins 100 chars Leopard 1 A5 (...) dans les prochains mois ». Le gouvernement allemand autorisant l'exportation de 178 de ces chars en dépôt chez des entreprises privées à remettre en état. L'entreprise Flensburger Fahrzeugbau (de) en possède 99 et Rheinmetall 88. En août 2024, 58 ont été remis à l’armée ukrainienne sur les 155 promis dans un effort concerté avec les Pays-Bas et le Danemark.

### Le Leopard 1 en service dans l'armée belge
Le contrat d'achat de trois-cent-trente-quatre chars Leopard fut signé le 14 décembre 1967 par les ministres ouest-allemand Gerhard Schröder et belge Charles Poswick. Le premier exemplaire a été remis le 5 mars 1968 à l'escadron de démonstration des troupes blindées et treize chars participèrent au défilé du 21 juillet. C'est le centre d'instruction des troupes blindées de Bourg-Léopold qui se chargea de la reconversion des équipages de M47 Patton sur le nouveau matériel. La première unité à recevoir les Leopard fut le 4e Lanciers de Soest qui reçut ses trois premiers chars le 30 novembre 1968. Le trois-cent-trente-quatrième et dernier exemplaire était livré en 1971.
En 1974, les Leopard belges reçurent un système de stabilisation du canon Add On conçu par la firme américaine Cadillac Gage, produit sous licence en Allemagne de l'Ouest par Feinmechanische Werke Mainz GmbH et monté en Belgique dans les ateliers de l'arsenal de Rocourt.

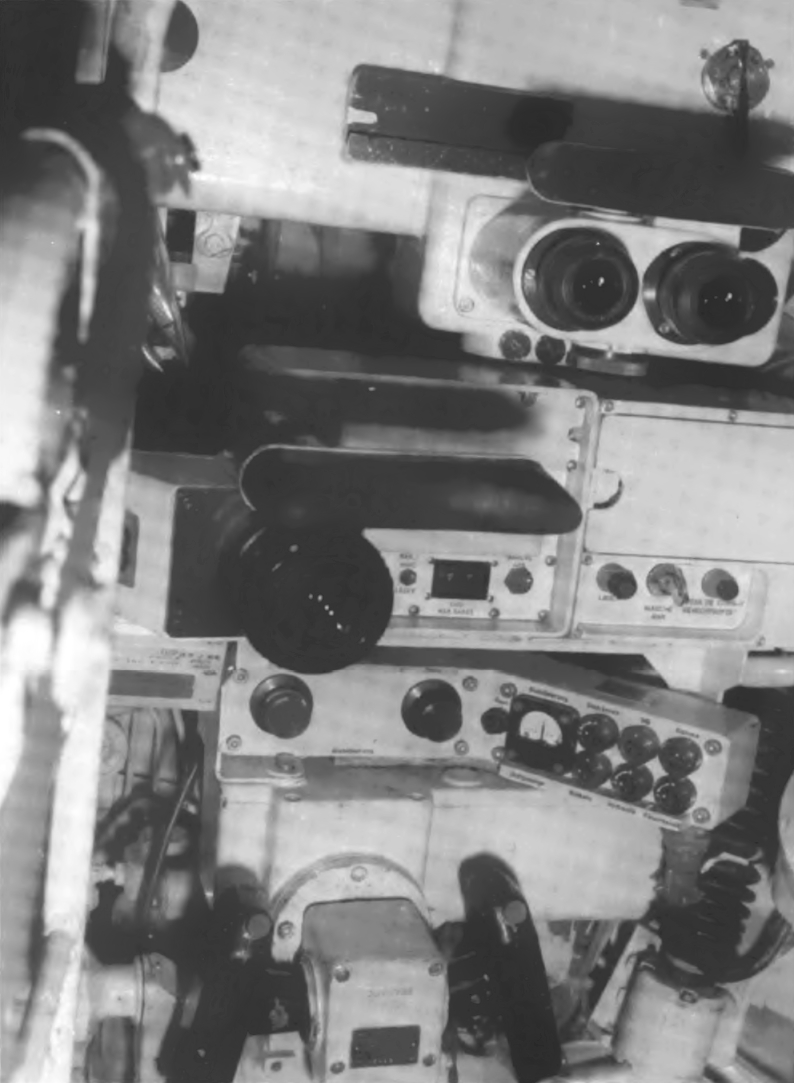
La conduite de tir AVLS au poste du tireur d'un Leopard 1 SCT belge.

La même année, une première tranche de 120 Leopard on vu leur télémètre optique et leur calculateur balistique mécanique d'origine être remplacés par une conduite de tir intégrée AVLS (Automatisch VuurLeidingsSysteem) conçue par la SABCA avec l'aide de Hughes Aircraft.
Appelé initialement Cobelda, ce système permettait de doubler les chances de coup au but dès le premier tir, il fut d'abord testé en 1968 sur un M47 de la force terrestre. Il intégrait un télémètre laser à rubis et un calculateur balistique électronique à fonctionnement analogique développés par Hughes Aircraft. La deuxième tranche subira cette modernisation entre 1980 et 1985. Ces Leopard revalorisés portent alors l’appellation Leopard SCT (Système de Conduite de Tir).
Le premier prototype du Leopard 1A5 (BE) fut officiellement remis à l'armée belge le 8 novembre 1988 et deux campagnes d'essais au camp de Bergen-Hohne s'ensuivirent. Le Leopard 1A5 (BE) possède une conduite de tir TFCS modifiée par la SABCA en collaboration avec la firme belge OIP, elle intègre une caméra thermique permettant de détecter une cible à 8 000 m et de l'identifier à 2 000 m. Le char possède également un nouveau système de stabilisation du canon de la firme Honeywell, un arcuremètre Ernest Leitz Canada (ELCAN) comprenant entre autres un miroir de volée monté au bout du canon dont l'appellation est changée en L7A4, un nouveau camouflage trois tons OTAN et de nouvelles jupes latérales de protection renfermant des panneaux en composite.
Cent-trente-deux Leopard 1 furent mis au standard A5 (BE) entre le 22 février 1994 et la mi-1997 tandis que les cent-vingt-huit Leopard 1 non revalorisés ont été revendus au Brésil entre 1997 et mai 2000.
Du 11 au 25 octobre 2013, le char Leopard tire ses derniers coups de canon sur le polygone de tir du camp de Bergen-Hohne.
Le 10 septembre 2014, l'armée belge se sépare du char Léopard, sur les derniers quatre-vingt-trois exemplaires encore en service, quarante-huit sont mis en vente, vingt-quatre seront exposés, et onze autres serviront de cibles lors d'exercices.
Ceux mis en vente ont été achetés par l'entreprise OIP Land Systems (anciennement Sabiex), filiale de la multinationale israélienne Elbit Systems, implantée à Audenarde. Le 25 janvier 2023, la ministre de la Défense, Ludivine Dedonder affirme que « ces chars ont été revendus pour une somme équivalente à 10 000-15 000 € puisqu'ils ne fonctionnaient plus » mais le propriétaire de OIP Land Systems déclare le 29 janvier : « On n’a que trente Leopard qui sont vraiment équipés avec un canon de 105 mm. On a payé environ deux millions d’euros » soit un prix moyen de 40 000 € l’unité, il précise auprès d'un site spécialisé qu'il dispose d'un total de 50 chars Leopard 1A5(BE), dont 17 sans tourelle, 20 pouvant être restaurés en quatre mois. Alors que, depuis l'invasion de l'Ukraine par la Russie en 2022, la Belgique est une des nations qui aident militairement l'Ukraine, le rachat de ces chars pour les envoyer dans ce dernier pays fait débat, la remise en état coûtant, selon OIP, de 500 000 à un million d'euros l'unité. Prix déraisonnable selon le gouvernement belge.

## Caractéristiques techniques

### Conduite de tir et moyens d'observation
Le tireur dispose de :
- TEM-1A, ce viseur télémétrique est présent uniquement sur les modèles de présérie et le premier modèle du Leopard 1.
- TEM-2A, un viseur télémétrique d'une base de 172 cm, traversant le toit de la tourelle sur toute sa largeur, il a une capacité de grossissement de × 16. Le TEM-2A peut déterminer des distances comprises entre 400 m et 15 000 m. La télémétrie peut s'effectuer de deux façons : par coïncidence ou par stéréoscopie, le premier mode à l'avantage de calculer la distance rapidement, le second opérant plus lentement offre une meilleure précision sur la mesure de la distance. Par rapport au TEM-1A, le TEM-2A est monté sur un support antichocs.
- TZF 1A, un viseur télescopique articulé de secours, conçu par Zeiss, il possède un grossissement de × 8 et est gradué avec des lignes stadimétriques. Il est monté dans le masque, à droite du canon.

Le chef de char possède :
- TRP-1A, un viseur périscopique monoculaire présent uniquement sur les modèles de présérie et le premier modèle du Leopard 1.
- TRP-2A, ce viseur périscopique monoculaire est utilisé par le chef de char pour la détection d'objectifs. Ce périscope panoramique est capable de pivoter sur 360° et possède deux grossissements × 4 et × 20. Le viseur intègre un dispositif contrarotatif permettant de rester aligné sur l'objectif pendant que le chef de char rallie la tourelle sur ce dernier. Conçu par Steinheil-Lear-Siegler, il a également été copié par les Israéliens pour servir sur les premiers modèles de chars de combat Merkava.
- PERI R12, ce viseur panoramique binoculaire est exclusivement monté sur les Leopard 1A4, conçu par la firme Carl Zeiss, il possède deux grossissements : × 2 et × 8, afin d'autoriser le tir en marche, il est stabilisé en site et en gisement, il incorpore également un intensificateur de lumière de deuxième génération permettant l'observation et le tir de nuit.
- TRP-5(A), ce viseur périscopique binoculaire possède deux grossissements × 6 et × 20, il est rétrofité sur les Leopards mis au standard A5.

Un projecteur XSW–30–U peut éventuellement être monté sur le masque, au-dessus du canon. Le faisceau de la lampe halogène peut éclairer jusqu'à une distance de 1 500 mètres. Il peut aussi fonctionner en émettant un éclairage invisible infrarouge pour la vision de nuit.

### Mobilité
Le groupe motopropulseur (GMP) est constitué du moteur Diesel à quatre temps MTU MB 838 Ca M500 accouplé à la boîte de mécanismes ZF type 4HP250.
Le MB 838 Ca M500 est un moteur Diesel à dix cylindres en V possédant une suralimentation par deux compresseurs centrifuges montés en parallèle et entraînés par le vilebrequin. Il développe une puissance maximale de 830 chevaux à un régime de 2 200 tr/min, un couple maximal 3 300 N m est atteint au régime de 1 600 tr/min. Sa cylindrée est de 37,4 litres pour un poids à sec de 1 900 kg.
La boîte de mécanismes 4HP250 comprend une boîte de vitesses automatique possédant quatre rapports en marche-avant et deux en marche-arrière. La direction est de type « régénérative » à double différentiel et fournit deux rayons de braquage par rapport.

### Protection
Les exigences émises par la Bundeswehr en 1957 spécifiaient que le futur char de combat allemand de 30 tonnes devait résister à des obus perforants de 20 mm tirés à proximité et tout autour du char.
La caisse du Léopard 1 est faite d'un assemblage de plaques en acier laminé, son glacis, épais de 70 mm présente une inclinaison de 60°, faisant doubler l'épaisseur à traverser.
La tourelle est moulée d'une seule pièce à l'exception de la partie du toit supportant les deux trappes d'accès. Elle peut recevoir un surblindage Zusatzpanzerung de chez Blohm & Voss.
Les Leopard 1A3 et 1A4 possèdent une nouvelle tourelle, mieux protégée. Elle est facilement reconnaissable par sa forme anguleuse et son masque en pointe de flèche qui s'expliquent par sa méthode d'assemblage par mécano-soudure.
| Calibre          | Appellation de la munition | Secteur    | 1A1       | 1A2     | 1A3 & 1A4 | 1A1A1  |
| ---------------- | -------------------------- | ---------- | --------- | ------- | --------- | ------ |
| 100 mm           | BR-412B                    | face avant | >2500 m   | >2500 m | 1000 m    | 1000 m |
| 57 mm            | BR-271N                    | face avant | >2000 m   | >2000 m | 500 m     | 500 m  |
| 20 mm            | DM43                       | flancs     | 500-300 m | 100 m   | 100 m     | 100 m  |
| éclats de 155 mm | M107                       | toit       | 16 m      | 16 m    | 10 m      | 16 m   |

## Production
La production en grande série du char Leopard débute le 9 septembre 1965, s'achève au mois de mars 1979 et comporte un total de six lots de production. Un total de 4 744 exemplaires, toutes variantes confondues seront produits.

### Leopard

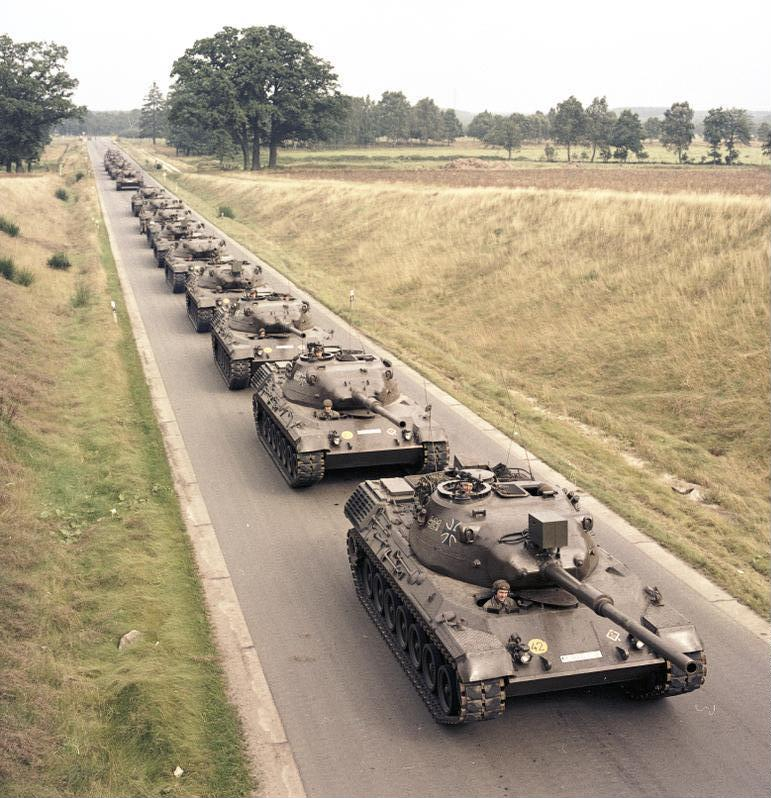
Un convoi de chars Leopard se dirigeant vers le terrain d'essais de Munster en juin 1965.

La production en grande série débute le 9 septembre 1965 à l'usine de Krauss-Maffei à Munich, un lot de 500 chars Leopard sortira de l'usine entre septembre 1965 et juillet 1966. Un petit nombre de chars sera aussi produit par Krupp MaK à Kiel.
Le deuxième lot, comportant 600 chars est produit entre juillet 1966 et juillet 1967. Les chars de ce lot reçoivent une petite gouttière attachée en dessous de la tourelle tandis que des plaques déflectrices sont installées sur la partie supérieure de la caisse pour protéger le roulement de la tourelle. La prise externe permettant de brancher un casque audio relié au système d'interphone du char est maintenant installée dans un boîtier de forme circulaire (et non plus carrée) montée à l'arrière de la caisse.
Le troisième lot, comportant 500 chars est produit entre juillet 1967 et août 1968. Les chars de ce lot se diffèrent du précédent par l'ajout d'anneaux de levage montés au-dessus des feux de position arrière et sur les déports de caisse à la hauteur du premier galet de roulement.
Le quatrième lot est produit entre août 1968 et février 1970. Le "persiennage" de la grille d'échappement du moteur est révisé, les entretoises transversales laissant place à des verticales, des anneaux de levage sont aussi ajoutés. Un certain nombre de Leopard issus du quatrième lot seront produits pour être vendus à des pays étrangers.
Pour les différencier du modèle A1 après la mise en service de ce dernier, les chars Leopard se verront attribuer l'appellation non officielle de Leopard A0 et ensuite Leopard 1A0 après la mise en service du Leopard 2.

### Leopard 1A1
Après la réception du quatrième lot par la Bundeswehr, un programme de modernisation fut lancé en 1970 afin d'améliorer l'efficacité au combat du nouveau char de l'armée ouest-allemande.
Ainsi, tous les Leopard reçurent un système de stabilisation Add On conçu par la firme américaine Cadillac Gage permettant le tir en marche.
Un manchon anti-arcure recouvre désormais le canon L7A3.
Des jupes latérales constituées de plaques d'acier multi-perforées recouvertes de caoutchouc viennent protéger le train de roulement en faisant détoner prématurément les ogives à charge creuse.
Les chenilles Diehl D139E2 sont remplacées par les nouvelles D640A à semelles amovibles, ces dernières peuvent recevoir des crampons en forme de X pour améliorer la tenue de route du char en conditions neigeuses, 20 crampons sont montés sur le glacis du char.
Un nouveau modèle de schnorchel lui permit aussi de franchir une coupure humide profonde de 4 mètres en moyennant un temps de préparation.
Les dispositifs de vision de nuit du conducteur et du chef de char fonctionnant par phare infrarouge furent remplacés par des systèmes de vision de nuit dit passifs fonctionnant par intensification de lumière dénommés BIV (Bild-verstärker-Geräte).
Toutes ces modifications ont fait passer le poids du char en ordre de combat de 40 à 41,5 tonnes.

#### Leopard 1A1A1

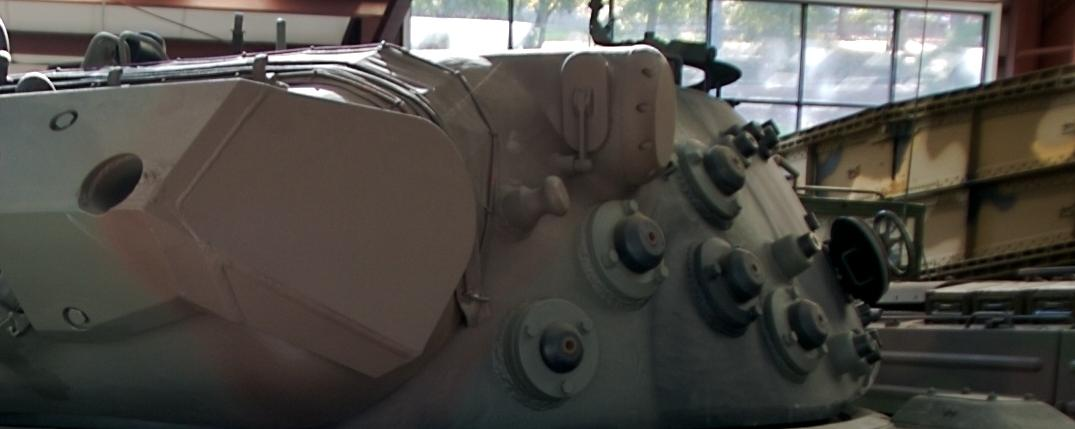
Aperçu des amortisseurs sur lesquels est monté le surblindage.

Entre 1975 et 1977, les chars du premier au quatrième lot de production voient leur tourelle équipée d'un blindage additionnel dénommé Zusatzpanzerung conçu par Blohm & Voss. Ce blindage rapporté consiste en un ensemble de plaques d'acier de haute dureté monté sur amortisseurs faits de plots en caoutchouc. Le niveau de protection qui en résulte est semblable à celui du Léopard A3. Le surblindage fait passer la masse en ordre de combat à 42,5 tonnes. L'appellation Léopard A1A1 est devenue Léopard 1A1A1 à la suite de la mise en service du Leopard 2.

#### Leopard 1A1A2
Ajout d'une caméra de télévision à bas niveau de lumière (TVBNL) PZB 200 (Passiven Ziel und Beobachtungsgerät) sur le masque à droite du canon.

### Leopard 1A2
Le cinquième lot est produit entre avril 1972 et mai 1973, il comporte 232 chars. La tourelle moulée dispose d'un blindage latéral plus épais. Le modèle A2 est identifiable par la forme des opercules blindés protégeant le télémètre, ces derniers sont de forme ovale au lieu d'être en forme de cercle. Ce modèle reçu plus tard un nouveau système de filtration NBC.

#### Leopard 1A2A1
Ajout d'une caméra de télévision à bas niveau de lumière (TVBNL) PZB 200 (Passiven Ziel und Beobachtungsgerät) sur le masque à droite du canon.

### Leopard 1A3

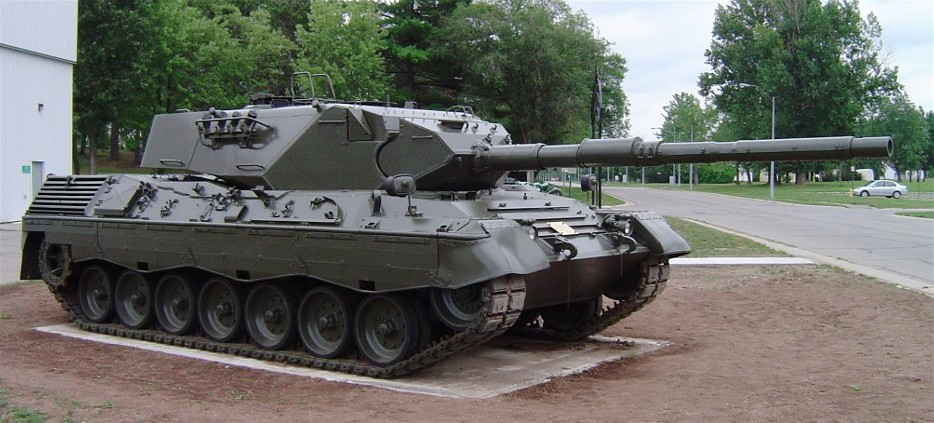
Le Leopard C1 canadien reprend la tourelle mécano-soudée du Leopard 1A3.

Les 110 derniers chars du cinquième lot reçoivent une nouvelle tourelle plus volumineuse. Sa forme anguleuse et son masque en pointe de flèche s'expliquent par sa méthode d'assemblage par mécano-soudure. Mieux blindée, elle comporte un blindage espacé recouvert d'une carapace faite de plaques d'acier de haute dureté. Par rapport à l'ancienne tourelle moulée, son volume interne est supérieur d'1,5 m3. Le viseur panoramique TRP-5 du chef de char est remplacé par le viseur panoramique TRP-2A (grossissements × 6 et × 20) produit par la firme Steinheil. La nouvelle tourelle du Leopard 1A3 possède aussi une petite trappe permettant l'usage d'une arme de défense rapprochée, telle qu'un lance-grenades. La masse en ordre de combat passe à 42,4 tonnes.

#### Leopard 1A3A1
Ajout d'une caméra de télévision à bas niveau de lumière (TVBNL) PZB 200 (Passiven Ziel und Beobachtungsgerät) sur le masque à droite du canon.

### Leopard 1A4
Le sixième et dernier lot comporte 250 chars qui sont construits du mois d'août 1974 à mars 1979. Le Leopard A4 reprend la tourelle mécano-soudée du A3 mais il incorpore un certain nombre de nouveautés dans le domaine des optiques.
L'opérateur tourelle dispose du viseur télémétrique EMES 12A1, asservi à une conduite de tir. Ce dernier permet de faire but sur cible mobile, il est également doté de filtres laser.
L'opérateur tourelle dispose aussi d'un viseur de secours TZF-1A monté à travers le masque du canon.
Le chef de char dispose d'un viseur panoramique binoculaire PERI R12 (grossissements × 2 et × 8) conçu par Carl Zeiss, afin d'autoriser le tir en marche, il est stabilisé en site et en gisement, il incorpore aussi un intensificateur de lumière de deuxième génération.
Les viseurs de l'opérateur tourelle et du chef de char sont asservis à la conduite de tir FLER-H, fonctionnant avec un calculateur électronique analogique. Le volume occupé par ce dernier réduit le nombre de munitions embarquées de 60 à 55. La trappe permettant l'usage d'une arme de défense rapprochée est omise. L'appellation A4 fut changée à 1A4 lors de la mise en service du Leopard 2. Le Leopard A4 est une centaine de kilogrammes plus lourd que la version A3.

### Leopard 1A5

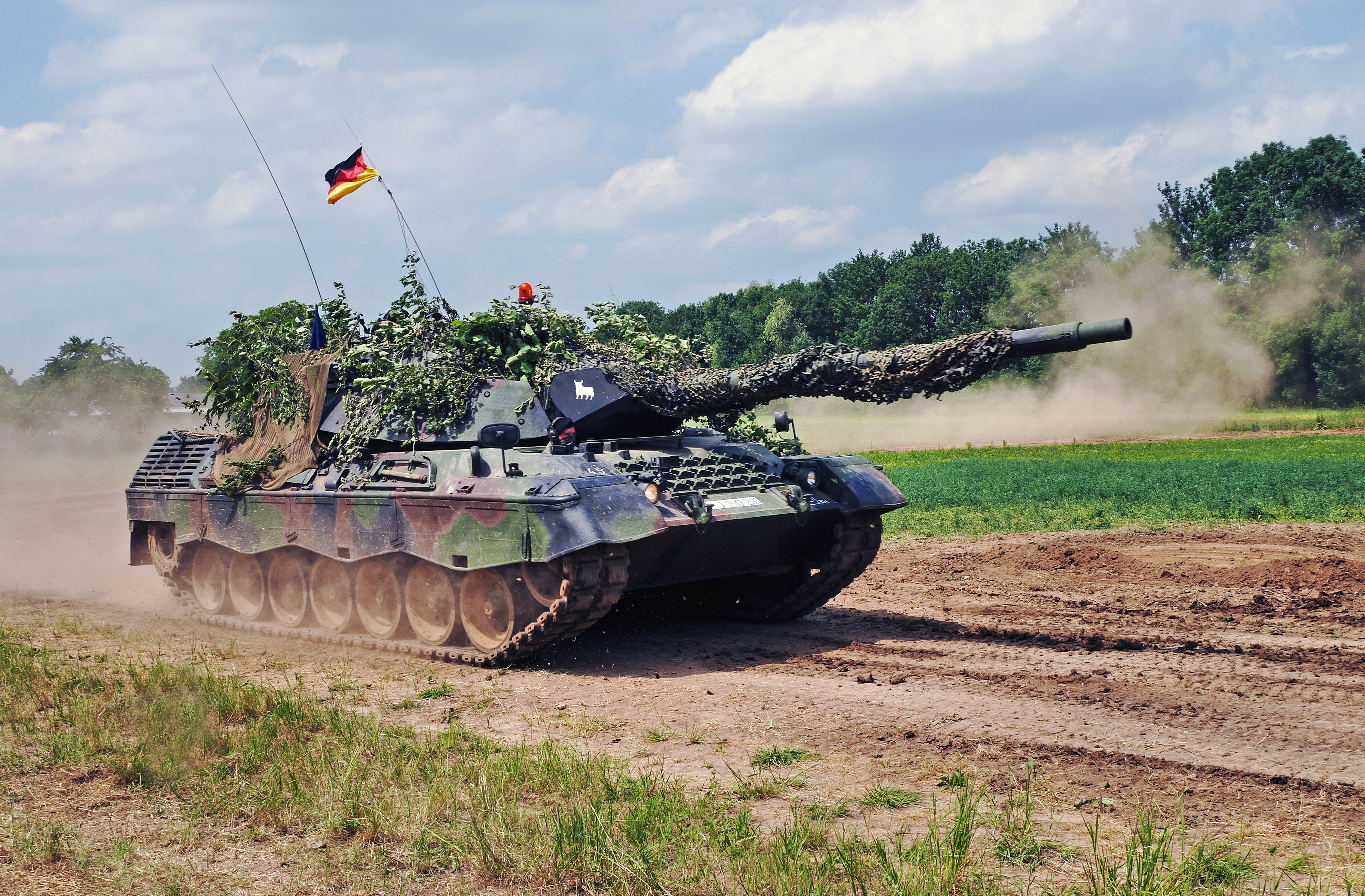
Un Leopard 1A5 d'un musée à Uffenheim en 2015.

Un programme visant à étudier les possibilités de modernisation des chars de combat Leopard 1 est entrepris en 1980 dans le but de maintenir leur efficacité au combat au-delà de l'an 2000 grâce à une amélioration de leur puissance de feu.
Après des essais comparatifs en décembre 1983, c'est le viseur EMES-18 de chez Krupp-Atlas Elektronik qui est retenu face aux viseurs EMES-12A4 et EMES-17 et proposé respectivement par Carl-Zeiss et AEG-Telefunken.
En tant que maître d’œuvre, la firme Wegmann s'est chargée de mettre 1 225 Leopard 1 issus du premier au quatrième lot au standard 1A5, les premiers exemplaires sont livrés à la Bundeswehr au début de l'année 1987.
Le viseur du tireur EMES-18 est dérivé du viseur EMES-15 monté sur le Leopard 2. Il partage donc un certain nombre de ses composants avec ce dernier tels que le bloc optique compris dans la tête de visée.
L'ensemble dispose d'une voie jour directe, une voie infrarouge thermique et un télémètre laser.
Rendu inutile, le télémètre optique TEM 2A a été démonté et l'opercule protégeant sa lentille gauche est scellé avec des plaques de blindage circulaires.
L'EMES-18 est situé devant le poste du tireur, à l'avant-droite de la tourelle.

### Leopard 1A6[23],[24]
Les combats de la guerre du Yom Kippour en 1973 ont permis de constater que le niveau de protection d'un véhicule de combat est d'une importance capitale pour la survie au combat.
Par conséquent, les exigences en matière de protection balistique des prototypes du char Leopard 2 ont été revues à la hausse en 1974. Au début des années 1980, il est apparu clairement que l'introduction prévue du PzKW 2000 (et donc le remplacement du char Leopard 1) serait considérablement retardée, des études concrètes ont également été menées afin d'améliorer sensiblement le blindage du Leopard 1.
Fin 1986, la société Krauss-Maffei a reçu une commande, l'objectif était d' éliminer les lacunes identifiées au niveau du blindage et de l'armement principal. Ainsi, une nouvelle prolongation de la durée de vie, combinée à un programme supplémentaire d'amélioration du combat, ne pouvait être évitée pour les Leopard 1 restants.
Alors que le montage provisoire d'un canon Rh-120 de 120 mm du Leopard 2 dans le Leopard 1 était une initiative privée de Krauss-Maffei, l'adoption de surblindages additionnels était confirmée par un contrat officiel. Le résultat fut le Leopard 1A6, similaire au blindé de combat proposé dans les années 1990 (PzAbwKW 90). Toutefois, pour un char de combat, cette solution devait inclure l'acceptation de nombreuses restrictions en matière de mobilité.
Parallèlement aux chars modifiés utilisés pour les essais et l'évaluation, seuls deux prototypes incorporant deux séries de modifications différentes ont été convertis pour les essais de troupes et appelés VT-2 et VT-5, respectivement. Les différences se situent au niveau de la protection balistique et de la conduite de tir.
Le prototype VT-2 présentait une protection balistique accrue grâce au surblindage monté sur sa tourelle (TZP-2) et sur le glacis. Sa survivabilité est améliorée grâce à l'installation d'un nouveau système de détection et d'extinction automatique d'incendie (BUA). La signature infrarouge de l'engin est également réduite. Le prototype VT-5 a son viseur panoramique TRP remplacé par un viseur panoramique stabilisé RTW-90. Il conserve le blindage original du Leopard 1 ainsi que son système de détection et d'extinction automatique d'incendie. Comparé au Leopard 1, les prototypes VT-2 et VT-5 sont respectivement 4,6 tonnes et 3,5 tonnes plus lourds.
Afin d'évaluer l'impact de l'augmentation du poids sur la mobilité du char, son centre de gravité et l'usure, ils ont subi des tests de durée au Wehrtechnische Dienststelle 41 (WTD 41) à Trèves et d'autres examens approfondis au WTD 91 à Meppen. Six Leopard 1 ont été chargés de lest, sur le VT 2, le surblindage et le canon de 120 mm ont entraîné un gain de poids de près de 6 tonnes, ce qui a porté le poids total en ordre de combat à plus de 47 tonnes. Cela a entraîné une augmentation considérable de l'inertie de la  tourelle, mettant à rude épreuve le système de pointage et de stabilisation. Le châssis présentait également une surcharge prononcée sur l'avant, avec des conséquences défavorables sur la mobilité, au niveau de la conduite et des franchissements d'obstacles. Deux chars Leopard 1 non modifiés ont été testés de la même manière à des fins de comparaison. Parmi les autres modifications envisagées figurait le remplacement du système hydraulique de pointage et de stabilisation de l'armement par un système entièrement électrique (EWRSA).
Ce poids supplémentaire a eu un impact considérable sur le train de roulement et le groupe motopropulseur, par ailleurs très fiables, qui font normalement preuve d'une grande longévité tout en conservant leurs performances. Ainsi, les résultats des efforts d'évaluation et l'évolution de la menace à la fin des années 1980 ont conduit à l'annulation du projet.

#### VT-5
- Canon de 120 mm à âme lisse
- nouveau périscope panoramique RTW 90 avec canal jour et nuit (WBG) pour le commandant.
- Blindage supplémentaire sur la tourelle, frontal et latéral
- Système d'extinction des incendies dans le compartiment de combat.

#### VT-2
- Canon de 120 mm à âme lisse
- Blindage supplémentaire frontal et sur les flancs pour le compartiment de combat, sur la tourelle et le châssis.
- Mesures de réduction de la signature IR dans la zone du compartiment moteur
- Système d'extinction des incendies dans le compartiment de combat.

### Radpanzer 90

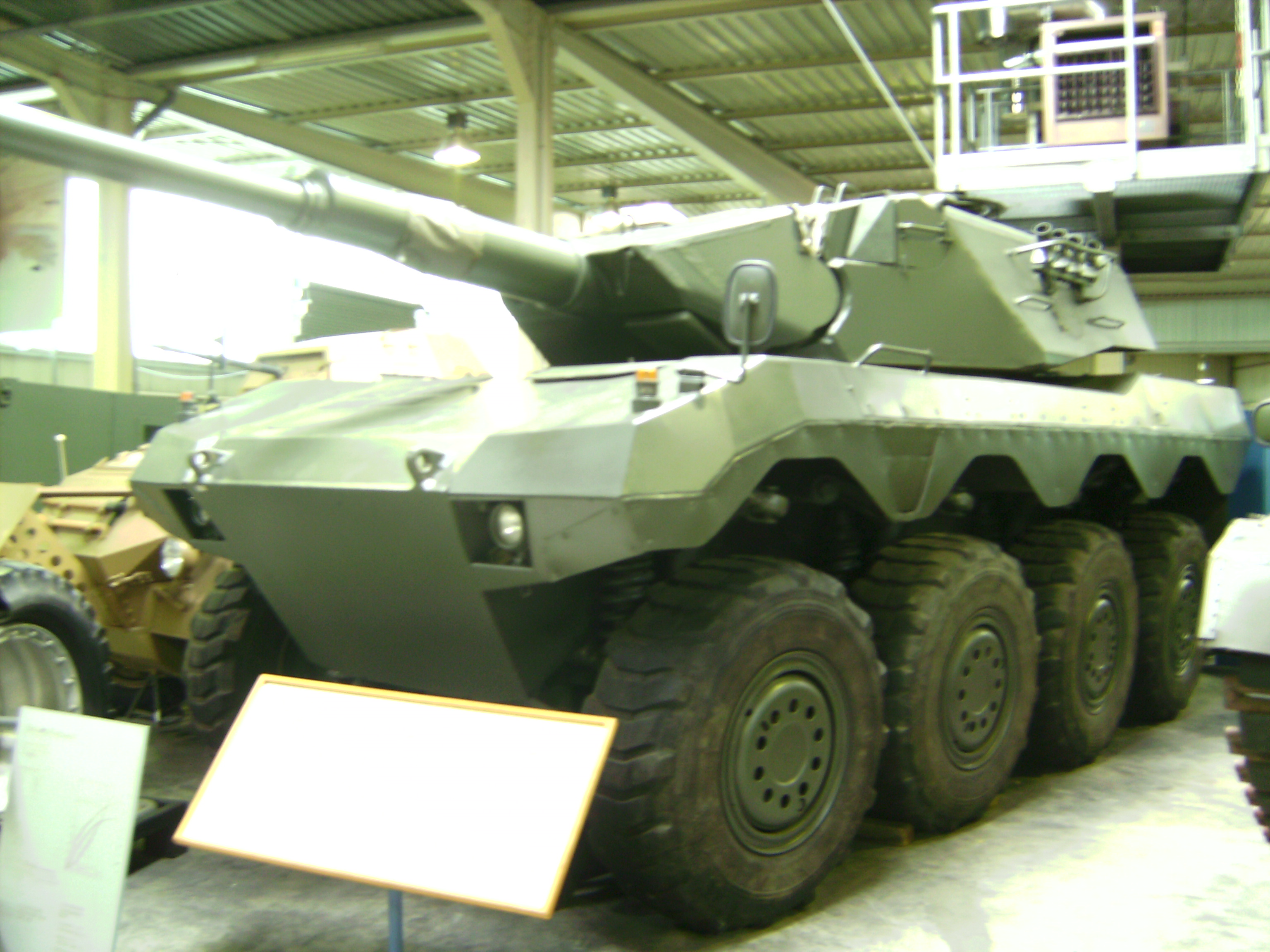
Le prototype du Radpanzer 90 exposé dans un musée en 2011.

Dans les années 1980, l'Allemagne de l'Ouest lance une étude pour un char de combat avec huit roues motrices et la tourelle du Leopard IA3. Un prototype du Radpanzer 90 développé par Daimler-Benz d'une masse de 30 tonnes est construit en 1986.

### Versions spécialisées
- Bergepanzer 2 : char de dépannage.
- Biber : char poseur de pont.
- Gepard : système d'arme anti-aérien.
- Dachs : engin blindé du génie.
- Keiler : char de déminage.

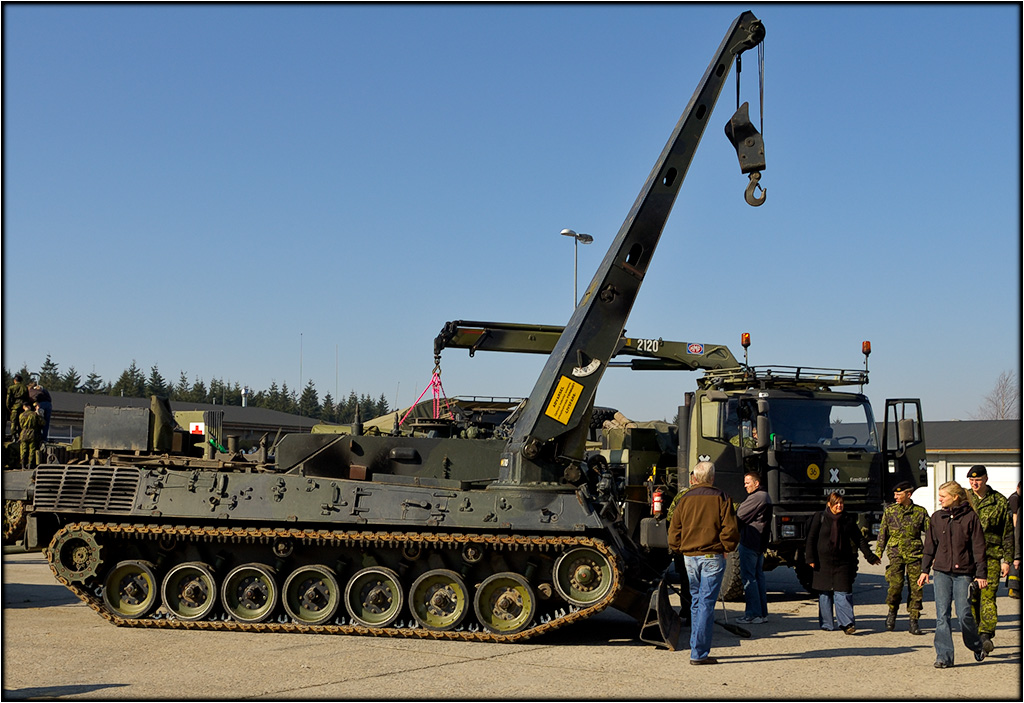
Un dépanneur de char BPz-2 de l'armée royale danoise.
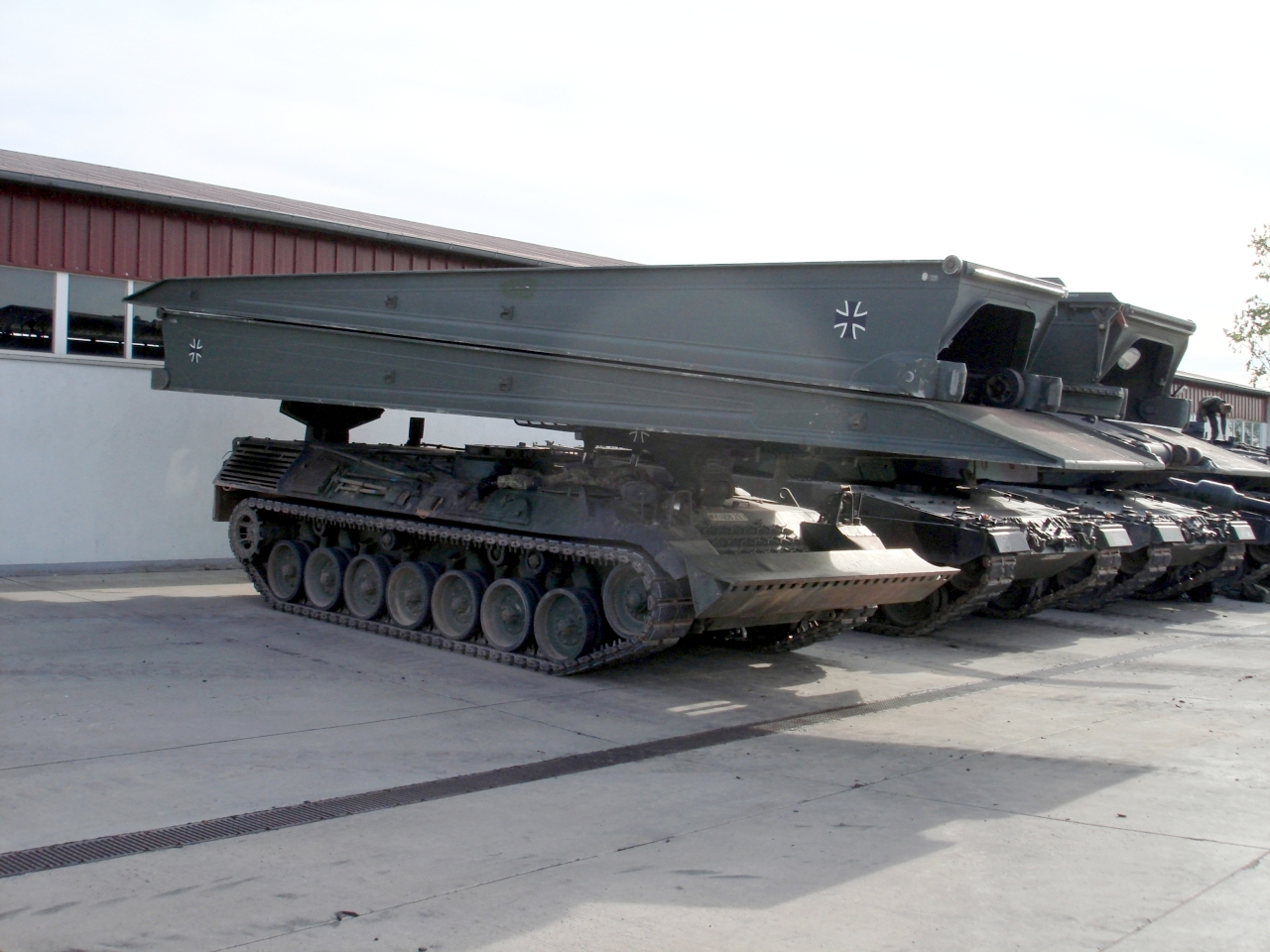
Le char pont Biber possède un pont de 9,94 t pour 20 mètres de longueur et 4 mètres de largeur.
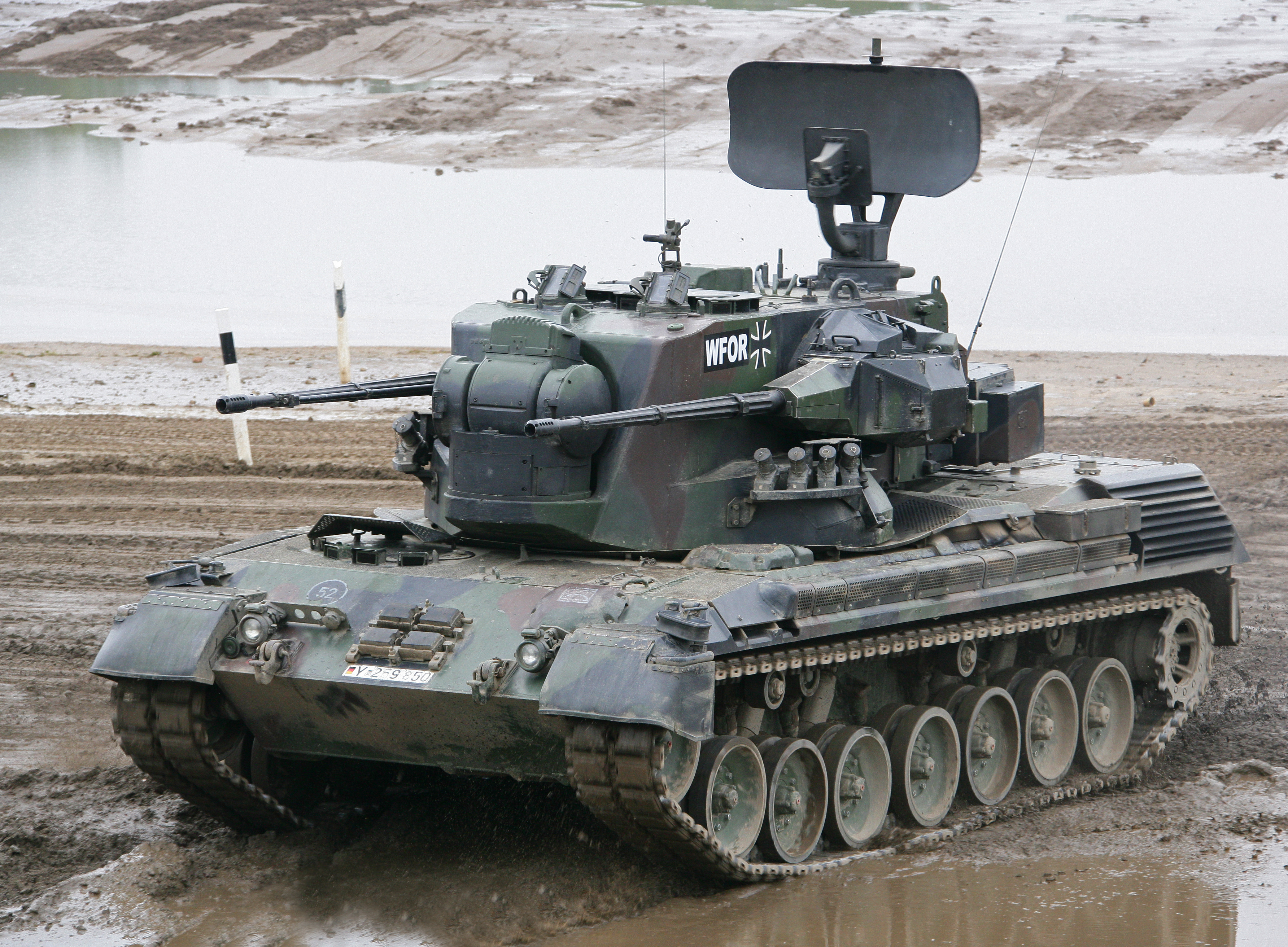
Le Gepard est armé de deux canons-mitrailleurs de 35 mm.
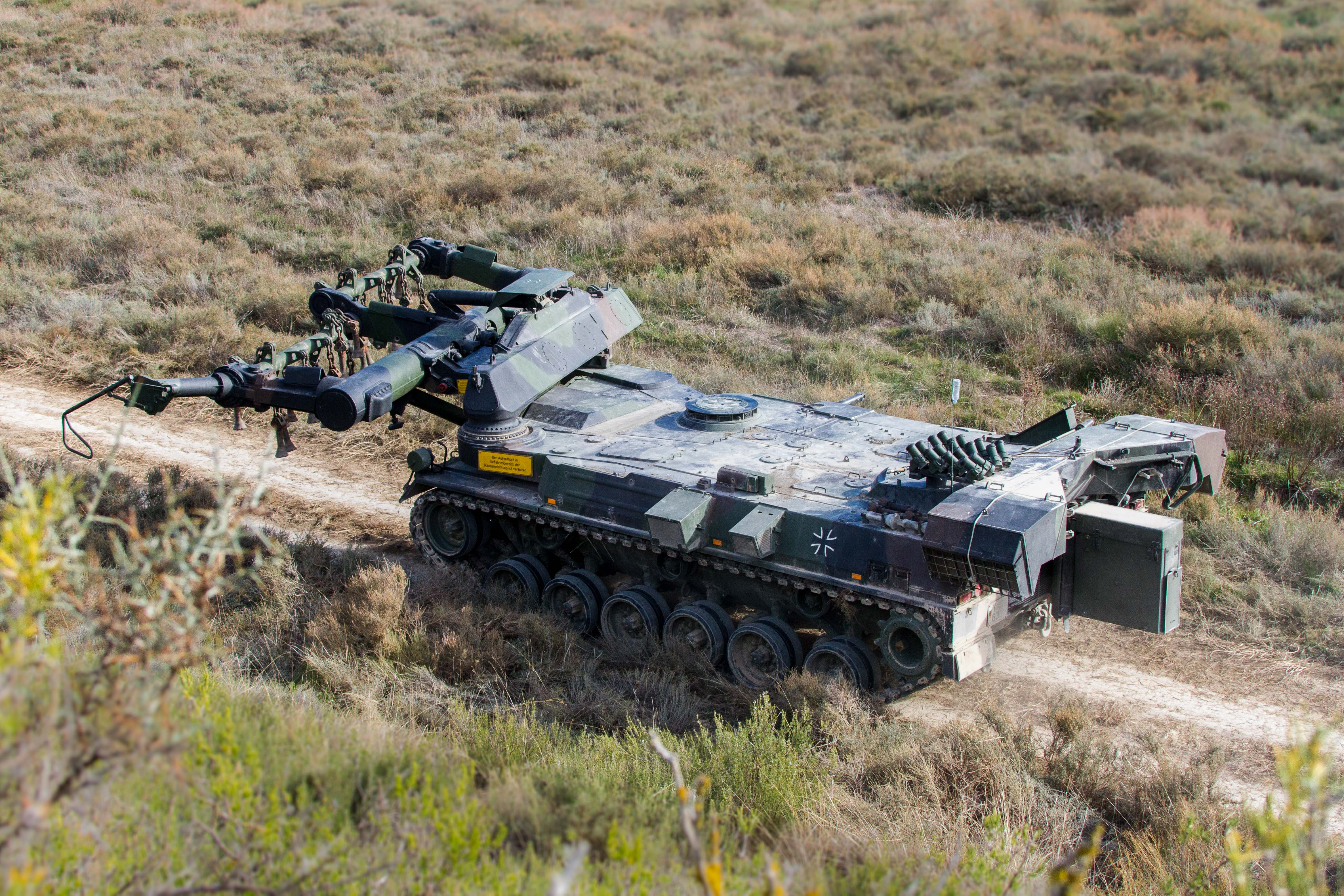
Le char de déminage Keiler possède un fléau anti-mine.
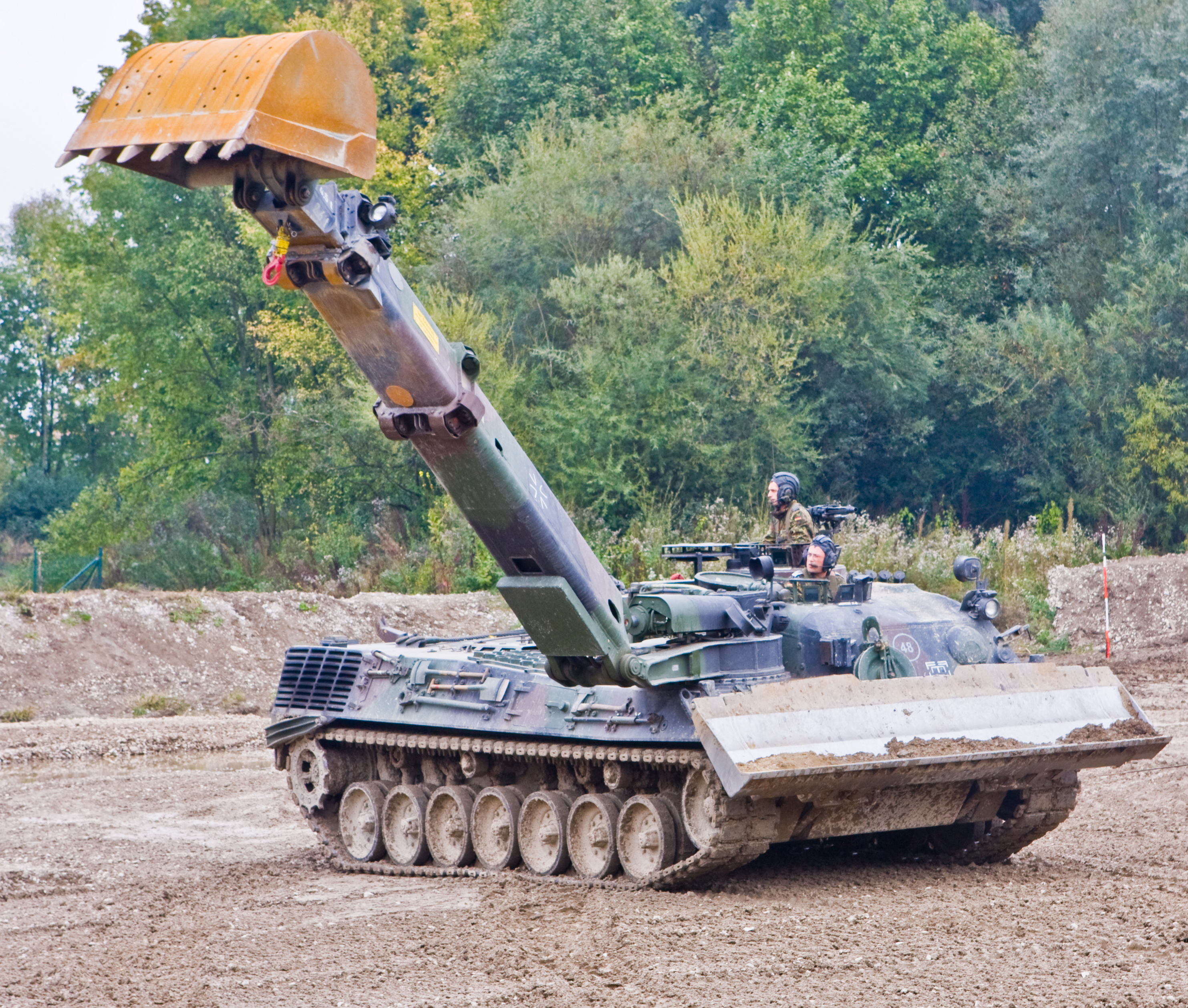
Le char du génie Dachs.

## Opérateurs

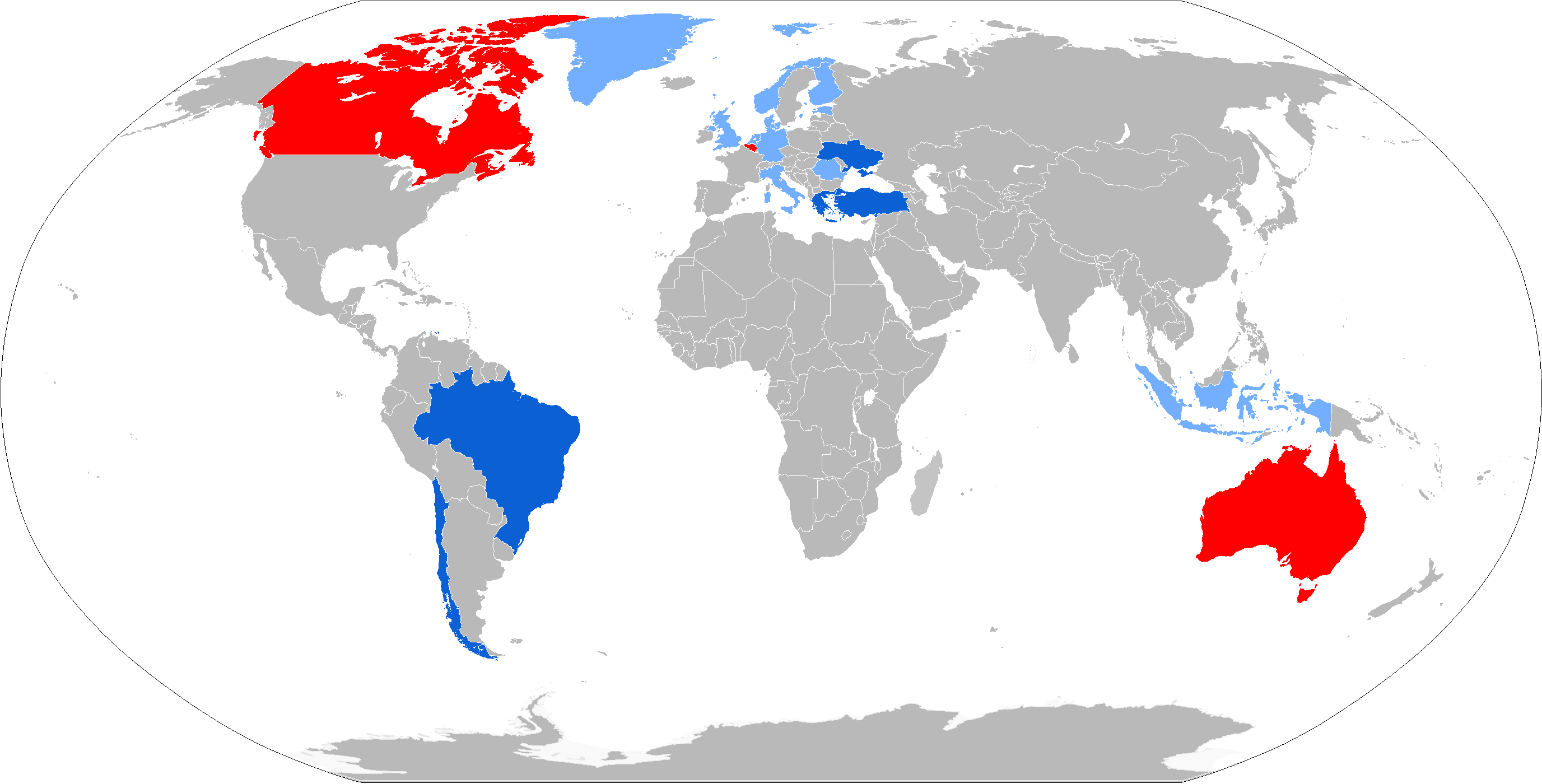
Utilisateurs du Leopard 1 en 2023.
Utilisateurs actuels de Leopard 1
Utilisateurs actuels de versions spécialisées
Anciens utilisateurs

Le « Leopard 1 » dans ses différentes versions a été vendu ou donnés à au moins 18 pays dans le monde :
- Allemagne de l'Ouest
- Australie : En 1977 l'Australie acquiert 103 Leopard AS1 (version adaptée aux conditions du désert Australien) dont 5 poseurs de ponts Biber  et 8 depanneurs BPz-2 en juillet 2007, les Leopard 1 sont retirés du service pour être remplacés par des M1A1 Abrams de fabrication Américaine[25].
- Belgique : En 1966, l'armée belge décide de s'équiper du char Leopard 1 en remplacement de ses M47 Patton. 334 Leopard 1BE sont réceptionnés entre 1968 et 1971 équipant un maximum de 8 régiments blindés à 40 chars par unité ainsi qu'une école. En service jusqu'au 10 septembre 2014 pour les 83 ultimes exemplaires destinés au combat[26],[27];
- Brésil : 230 Leopard 1A5 de seconde main acquis en 2006, décision d'en moderniser 116 en 2021 pour une fin de vie prévue vers la fin des années 2030[28].
- Canada :  114 Leopard 1 C1 sont livrés entre 1977 et 1978 ainsi des engins de dépannage et des poseurs de ponts, la plupart sont mis en œuvre par le 4e Groupe-brigade mécanisé du Canada stationné en Allemagne de l’Ouest jusqu'en 1993. En 2001, le Canada décide de moderniser sa flotte de Leopard. Le C2 est une version améliorée du Leopard A5 ; ses modifications consistent en un changement du système informatique, des radios, du système de conduite de tir de nuit et de stabilisation. La mise à jour comprend l'ajout du surblindage MEXAS moyen qui lui procure une protection supérieure. Cette version du Leopard est la dernière et la meilleure de ce modèle. Les derniers sont retirés du service fin 2017[29].
- Chili : En novembre 1997, 200 chars de seconde main sont achetés aux Pays-Bas, ils sont livrés entre 1999 et 2000. À partir de 2008, les Leopard 1 ont été partiellement remplacés par des Leopard 2[30],[31].
- Danemark : Le Danemark possède au moins une centaine de Leopard 1A5[32].
- Estonie : 6 engins de dépannage BPz-2 ex-norvégiens livrés à partir de 2017[33].
- Finlande : La Finlande possède 8 BPz-2 et 8 Dachs achetés aux pays bas en 2017.
- Grèce :  La Grèce possède des Leopard 1A5[34].
- Indonésie : l'armée indonésienne utilise 3 Dachs de génie et 3 poseurs de ponts Biber[35],[36].
- Italie : L'Italie a acheté et produit sous licence des Leopard 1 En 2016, l'Italie vent ses 96  derniers Leopard 1 à la société suisse RUAG[37].
- Norvège : La Norvège possédait 172 Leopard 1 mais ils ont été progressivement remplacés par des Leopard 2 et totalement retiré du service en 2011[38].
- Pays-Bas : Livraison entre fin 1969 et mars 1972 de 468 Leopard 1 par Krauss-Maffei pour remplacer les chars Centurion. Retrait du service en 1989[39].
- Roumanie : En 1998, l'Allemagne a donné à la Roumanie 36 systèmes anti-aeriens Gepard et 3 dépanneurs de char BPz-2 de seconde main[40].
- Turquie : La Turquie a reçu 77 Leopard 1 TU (variation turque des 1A3) entre 1982 et 1983, puis 150 Leopard T1 (1a4 modernisés) sont livrés entre 1990 et 1991 et enfin 110 Leopard 1A1A1 auraient été livrés à une date inconnue. En octobre 2000, L'Allemagne refuse une commande de 1000 Leopard supplémentaires[41].
- Royaume-Uni : 4 chassis de Leopard 1 ont été transformés en véhicules amphibies Hippo BVR (en).
- Ukraine : L'Allemagne autorise en février 2023 l'exportation de chars à l'Ukraine. Des entreprises allemandes confirment en avoir en stock, mais précisent que la majorité a besoin d'une remise en état[42] Après cela, plus de cent pourront être livrés avant la fin de l'année 2023[43]. En août 2024, 58 ont été remis à l’armée ukrainienne sur les 155 promis dans un effort concerté avec les Pays-Bas et le Danemark[13].

### Achats échoués
- Équateur : En 2009, le Chili a proposé de vendre 30 Leopard 1 à l'Equateur mais le projet à échoué[44],[45].
- Liban : En 2007, le Liban et la Belgique ont signé un contract qui aurait transféré 43 Leopards 1A5BE et d'autres véhicules blindés d'origine Américaine vers le Liban[46], l'Allemagne n'ayant pas accordé de licence d'exportation, les Leopard 1 ne furent pas livrés[47].

## Dans la culture populaire
- Dans le jeu vidéo War Thunder, le Leopard 1 est présent en 6 versions (1A0, 1A1A1, 1A1A1 avec canon Rh-120 L44,1A5 et C2A1 MEXAS) et disponible dans les factions italienne et allemande (dont un modèle canadien) et un norvégien dans la faction suédoise[48].
- On peut également jouer avec le Leopard 1 dans World of Tanks ainsi que deux autres versions prototypes, un allemand et un italien.
- Dans la série de jeux vidéo tactiques Wargame, il est possible de déployer et commander des chars d'assaut Leopard 1 de différentes versions, y compris des versions uniques d'export.
- Dans le jeu vidéo Gunner, HEAT, PC! il est possible de jouer avec plusieurs versions du Leopard 1 (Leopard 1 A1A1, A1A2, A1A3 et A1A4).